# NGC 3865
NGC 3865 est une galaxie spirale intermédiaire située dans la constellation du Coupe. NGC 3865 a été découverte par l'astronome britannique Andrew Ainslie Common en 1880. Cette galaxie a aussi été observée par l'astronome américain Francis Leavenworth en 1866 et elle a été inscrite au catalogue NGC sous la cote NGC 3854.

## Caractéristiques
La classe de luminosité de NGC 3865 est II et elle présente une large raie HI. Elle renferme peut-être également des régions d'hydrogène ionisé.

### Distance
Sa vitesse par rapport au fond diffus cosmologique est de 6 069 ± 27 km/s, ce qui correspond à une distance de Hubble de 89,5 ± 6,3 Mpc (∼292 millions d'al).
À ce jour, une mesure non basée sur le décalage vers le rouge (redshift) donne une distance d'environ 65,100 Mpc (∼212 millions d'al). Cette valeur est à l'extérieur des valeurs de la distance de Hubble. Notons que c'est avec la valeur moyenne des mesures indépendantes, lorsqu'elles existent, que la base de données NASA/IPAC calcule le diamètre d'une galaxie et qu'en conséquence le diamètre de NGC 3865 pourrait être d'environ 54,4 kpc (∼177 000 al) si on utilisait la distance de Hubble pour le calculer.

## Paire de galaxies?
Il est étonnant qu'aucune des sources consultés ne mentionne pas que NGC 3865 et NGC 3866 pourraient former une paire de galaxies. Elles sont en effet presque à la même distance de la Voie lactée (89,5 Mpc et 89,9 Mpc) et assez rapprochées sur la sphère céleste pour former une paire de galaxies, même si elles ne sont pas en interaction gravitationnelle.

## Une ou deux galaxies ?

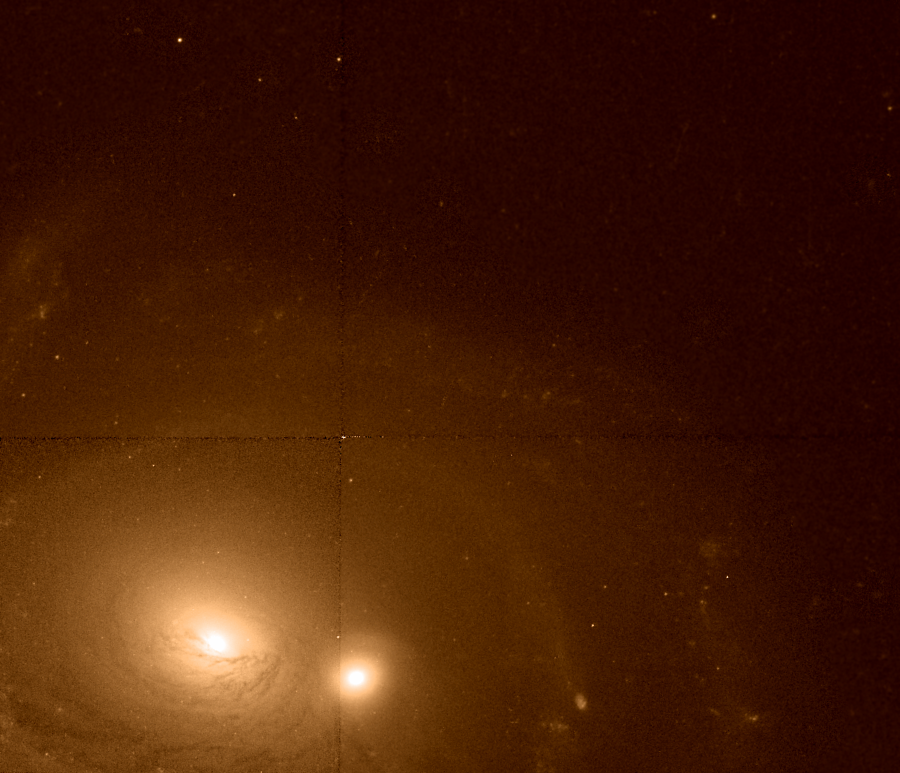
Image captée par le télescope spatial Hubble.
Le professeur Seligman souligne qu'il y a eu une certaine controverse dans le passé au sujet de l'objet brillant que l'on pouvait voir sur les images prises depuis le sol à environ un quart de minute d'arc au sud-ouest du noyau de NGC 3865. Plusieurs pensaient qu'il pouvait s'agir d'une étoile de notre galaxie. L'image obtenu des données captées par le télescope spatial Hubble montre clairement qu'il s'agit d'une autre galaxie, mais aucune donnée n'est disponible à son sujet.
S'il y a vraiment deux galaxies dans NGC 3865, à quelle distance sont-elles de nous ? Impossible de répondre, car aucune donnée n'est disponible pour la galaxie au sud-ouest.